# Чистов, Яков Яковлевич
Яков Яковлевич Чистов (1886—1919) — российский рабочий, большевик, участник Декабрьского восстания 1905 года, Октябрьского восстания 1917 года в Москве и Гражданской войны в России.

## Биография
Яков Чистов родился в Москве. Его отец был машинистом паровозного депо Московско-Курской железной дороги. После окончания городского училища Яков Чистов поступил на слесарно-механическое отделение ремесленной школы. Во время учёбы стал заниматься революционной деятельностью. В 1902 году стал слесарем паровозного депо Московско-Курской железной дороги. В том же году организовал в депо социал-демократический рабочий кружок. В 1904 году стал членом РСДРП. Принимал активное участие в Декабрьском вооружённом восстании 1905 года. Летом 1907 года в квартире Чистова (Школьная улица, 34а) была организована подпольная типография Московского окружкома РСДРП. В ноябре эту типографию разгромила полиция. Чистов был заключён в тюрьму. В 1910 году он вновь вернулся к партийной работе. В 1912 году был отправлен в ссылку. В 1917 году стал секретарём ячейки РСДРП(б) депо станции Люблино. Принимал участие в Октябрьском вооружённом восстании. В начале 1918 года командирован в Сибирь, где занимался заготовкой хлеба. Погиб в 1919 году в боях на Восточном фронте Гражданской войны, где был убит белогвардейцами.

## Память
23 декабря 1975 года в его честь была названа улица Чистова в московском районе Текстильщики (бывшая 3-я улица посёлка Текстильщики). Улица Чистова также существует и в подмосковном Подольске, однако она названа в честь  Б. П. Чистова.